# Črno jezero, Pohorje
Črno jezero je jezero, ki leži na gozdnatem slemenu med Tremi Kralji in Osankarico na Pohorju na nadmorski višini 1197 m. 

## Nastanek jezera
Črno jezero je umetno, nastalo z zajezitvijo vode (akumulacija), ki je zagotavljala splavlanje hlodovine v dolino po t. i. drčah. Na dnu tega jezera so se leta in leta nabirali organski odpadki odmrlih rastlin in živali ter sčasoma ustvarili debelo plast mulja, ki je temne, takorekoč črne barve. Jezero je zato na pogled, kot bi bilo polno črnila, čeprav je voda kristalno čista. V jezeru je precej rib. 
Razen z ene strani jezero vztrajno zaraščajo alge in močvirsko rastlinje, zato ga vsake toliko časa izpraznijo in očistijo.
Glede nastanka jezera je spleteno veliko čudovitih ljudskih pripovedk, ki pomenijo dragoceno etnološko in kulturno dediščino, specifično za ta del Pohorja.

## Naravni rezervat
Območje Črnega jezera je zaradi edinstvenega ekosistema visokih šotnih barij zavarovano in pri ogledu velja poseben naravovarstveni režim, prepovedano je kampiranje in kurjenje odprtega ognja. 

## Jezerska vegetacija
Jezerska vegetacija je znatno revnejša kot je na podobnih tipih rastišča v Sloveniji. Tvorijo jo sestoji vodne preslice (Equisetum fluviatile) in šotnih mahov (Sphagnum cuspidatum, Sphagnum fallax). Je edino znano rastišče vrste šotnega maha Spaghum riparium v Sloveniji. Porašča širok in položen obrežni predel s plitvo površinsko vodo.